# Кубанская армия (ВСЮР)
Кубанская армия — одна из белых армий во время гражданской войны в России.

## История
Образована 8 февраля 1920 года путём переименования Кавказской армии и передачи её войск Кубанской армии.
Во время Северо-Кавказской операции РККА Кубанская армия с начала 1920 года занимала правый фланг войск Вооружённых Сил Юга России, так как она представляла бывшую Кавказскую армию, которая, отходя от Царицына, всё время занимала правое (восточное) крыло армий Вооружённых Сил Юга России генерала Деникина. Понеся огромные потери в конце 1919 — начале 1920, Кубанская (Кавказская) армия была весьма малочисленна и, придя на родную Кубань, окончательно потеряла желание продолжать войну, стремясь разойтись по местам своего жительства. И только огромная воля командного состава, жёсткая дисциплина и воинский долг всё ещё заставляли кубанских солдат продолжать очевидно проигранную войну[стиль].
К 16 марта 1920 года красные части вышли на реку Кубань по всему фронту. Тогда же ими была взята станица Усть-Лабинская. Ещё ранее, 9 марта 1920 г., пала Тихорецкая, а 12 марта кубанцы сдали станицу Кавказскую. 17 марта 1920 года советские войска вошли в Екатеринодар, пали Армавир и станица Невинномысская. Ещё ранее красные вошли в Ставрополь.
Генерал Писарев увёл остатки армии в горы и к побережью Чёрного моря (Туапсе — Сочи). Но Красная армия 22 марта 1920 года вошла в Майкоп и устремилась к Грозному. С другой стороны, войска 9-й Красной армии, прорвав оборону в предгорьях Кавказа и рассеяв основную массу кубанцев, 17 апреля 1920 вошли в Новороссийск. Фактически это поставило точку в борьбе и сражениях на Северном Кавказе.
Писарев и остатки его кубанских войск покинули район Туапсе — Сочи 17 апреля 1920, эвакуировавшись в Крым на судах и кораблях Черноморского флота, присланных генералом Врангелем. В Русской Армии генерала барона Врангеля эти части вошли в Кубанский корпус под командованием генералов Абрамова и Улагая.
Основная часть Кубанской армии, оставшаяся на Кубани под командованием генерала Н. А. Морозова, капитулировала 18 — 20 апреля 1920, то есть фактически распалась после эвакуации генерала Улагая из Новороссийска 15 апреля 1920 г.

## Командующие
- генерал-лейтенант А. Г. Шкуро (8 — 29 февраля 1920 г.)
- генерал-лейтенант С. Г. Улагай (29 февраля — 13 апреля 1920 г.)
- генерал-майор Н. А. Морозов (13 — 18 апреля 1920 г., капитулировал)

## Состав
Состав на 1 марта 1920 года :
- 1-й Сводно-Кубанский корпус [2](командир генерал-лейтенант П. К. Писарев), объединявший 1-ю и 3-ю Кубанские дивизии;
- 1-я Кубанская дивизия[3] :
- 3-й Сводный Кубанский казачий полк Кубанского Казачьего Войска (ККВ)
- 2-й Черноморский казачий полк ККВ
- 2-й Линейный казачий полк ККВ
- 1-й Таманский казачий полк ККВ
- Кубанский гвардейский казачий дивизион ККВ
- Стрелковый полк
- 1-й Кубанский казачий конно-артиллерийский дивизион
- 3-я Кубанская дивизия[4] :
- 1-й Таманский казачий полк ККВ
- 2-й Полтавский казачий полк ККВ
- 1-й Кавказский казачий полк ККВ
- 1-й Черноморский казачий полк ККВ
- Сводный батальон Степных партизан
- Стрелковый полк
- 3-й Кубанский казачий конно-артиллерийский дивизион
- 2-й Кубанский корпус [5](командир генерал-майор В. Г. Науменко, после 15 апреля 1919 генерал-майор В.З. Хоранов)), объединявший 2-ю и 4-ю Кубанские дивизии;
- 2-я Кубанская дивизия[6] :
- Корниловский конный полк ККВ
- 1-й Лабинский казачий полк ККВ
- 2-й Лабинский казачий полк ККВ
- 1-й Кубанский казачий полк ККВ
- 2-й Кубанский казачий полк ККВ
- 2-й Сводно-Кубанский казачий полк ККВ
- Стрелковый полк
- 2-й Кубанский казачий конно-артиллерийский дивизион
- 3-й Кубанский корпус[7] (командир генерал-лейтенант С. М. Топорков), объединявший Астраханскую и Горскую (Терскую) дивизии.
- Астраханская дивизия[8] :
- 1-й Астраханский казачий полк
- 2-й Астраханский казачий полк
- 3-й Астраханский казачий полк
- 4-й Астраханские казачий полк
- 1-й Инородческий конный полк
- 4-й конно-артиллерийский дивизион
- Горская (Терская) дивизия[9] :
- 1-й и 2-й Волгские казачьи полки
- 1-й и 2-й Горско-Моздокские Терского казачьего войска полки
- 1-й Кизляро-Гребенский Терского казачьего войска полк
- 2-й Сунженско-Владикавказский Терского казачьего войска полк
- 1-й Терский казачий конно-артиллерийский дивизион (1-я, 2-я, 3-я и 7-я Терские казачьи конно-горные батареи)